# Gobionellus liolepis
Gobionellus liolepis är en fiskart som först beskrevs av Meek och Hildebrand 1928.  Gobionellus liolepis ingår i släktet Gobionellus och familjen smörbultsfiskar. IUCN kategoriserar arten globalt som otillräckligt studerad. Inga underarter finns listade i Catalogue of Life.

## Geografisk spridning[6]
Arten är endemisk för östra centrala Stilla havet, från El Salvador till Ecuador. Emellertid är det endast känt från några få platser i Colombia, Costa Rica, Ecuador, El Salvador, Guatemala, Honduras, Nicaragua och Panama.

## Levnadsmiljö[6]
Denna art lever vid sandstränder i närheten av flodmynningar och djupare mjuka substrat i kustnära vatten. Det kan också hittas i sötvatten, till exempel i en kanalzon, typ Panamakanalzonen.